# 北京ダック (曲)
「北京ダック」（ペキンダック）は、日本のシンガーソングライター、細野晴臣の3枚目のシングル。

## 概要
- 中華街で火事が起き、アヒルが慌てて逃げ出すという内容。逃げ出したアヒルは北京ダックになるはずのもの。最後は、異人さんに連れられて中華街に迷い混んだ娘が逃げ出したアヒルを抱いている、というオチで終わる。
- 曲自体は、1975年発売の2枚目のアルバム『トロピカル・ダンディー』に収録されているが、シングルはアルバムとは異なるバージョンで収録されている。細野の発売当時のマネージャーだった長門芳郎によると「北京ダック」の新録シングルがリリース予定にあったと言う[1]。そのため、元々シングル用に新録することにしていたと思われる。
- シングルバージョンは、CDでは『HOSONO BOX 1969-2000』、『CARAMEL PAPA〜PANAMソウル・イン・トーキョー』とボックスセット『Harry Hosono/Crown Years 1974-1977』の『泰安洋行』のボーナストラックに収録されている。また、シングルバージョンとは書かれていないが『ティン・パン・アレー セレクション』、ティン・パン・アレイと各メンバーの曲を取り混ぜて収録したティン・パン・アレイ『ヒストリー』や横浜にまつわる歌を集めたコンピレーションアルバム『横浜幻想』（ヨコハマ・ファンタジー）にも収録されている。
- 神奈川県横浜市中区山下町にある横浜中華街が舞台となっている。当時細野は実際に中華街のレストラン「同發新館」でライブを行い、この歌を歌っている。細野は「北京ダックと言う御馳走の歌でした」と紹介している。それから40年後、2016年5月7 - 8日に同レストランでライブ「細野晴臣 A Night in Chinatown」を開催し、初日の1曲目に「北京ダック」を歌った[2]。
- B面の「Black Peanuts」は、3枚目のアルバム『泰安洋行』に収録される。こちらの方はアルバムとバージョンやミックスの変更はない。
- ムーンライダーズが1976年5月1日に東京郵便貯金ホールで行ったコンサートに細野はゲスト出演。「Black Peanuts」を含む3曲を披露した。2005年に発売された2枚組のCD『ムーンライト・リサイタル1976』で聴くことができる。

## 収録曲

### SIDE-A
1. 北京ダック
  - 作詞・作曲・編曲：細野晴臣

### SIDE-B
1. Black Peanuts
  - 作詞・作曲・編曲：細野晴臣

## 演奏

### 北京ダック
- 細野晴臣：Vocal, Acoustic Guitar, Xyrophone, Electric Bass
- 鈴木茂：Electric Guitar
- 林立夫：Drums
- 佐藤博：Piano, Clavinet
- 浜口茂外也：Percussions
- 岡崎弘：Alto Sax
- 村岡健：Tenor Sax
- 砂原俊三：Baritone Sax

### Black Peanuts
- 細野晴臣：Vocal, Electric Bass, Piano, Marimba, Chorus
- 鈴木茂：Acoustic Guitar, Chorus
- 林立夫：Drums, Chorus, Percussions
- 岡田徹：Accordion